# 双曲体積

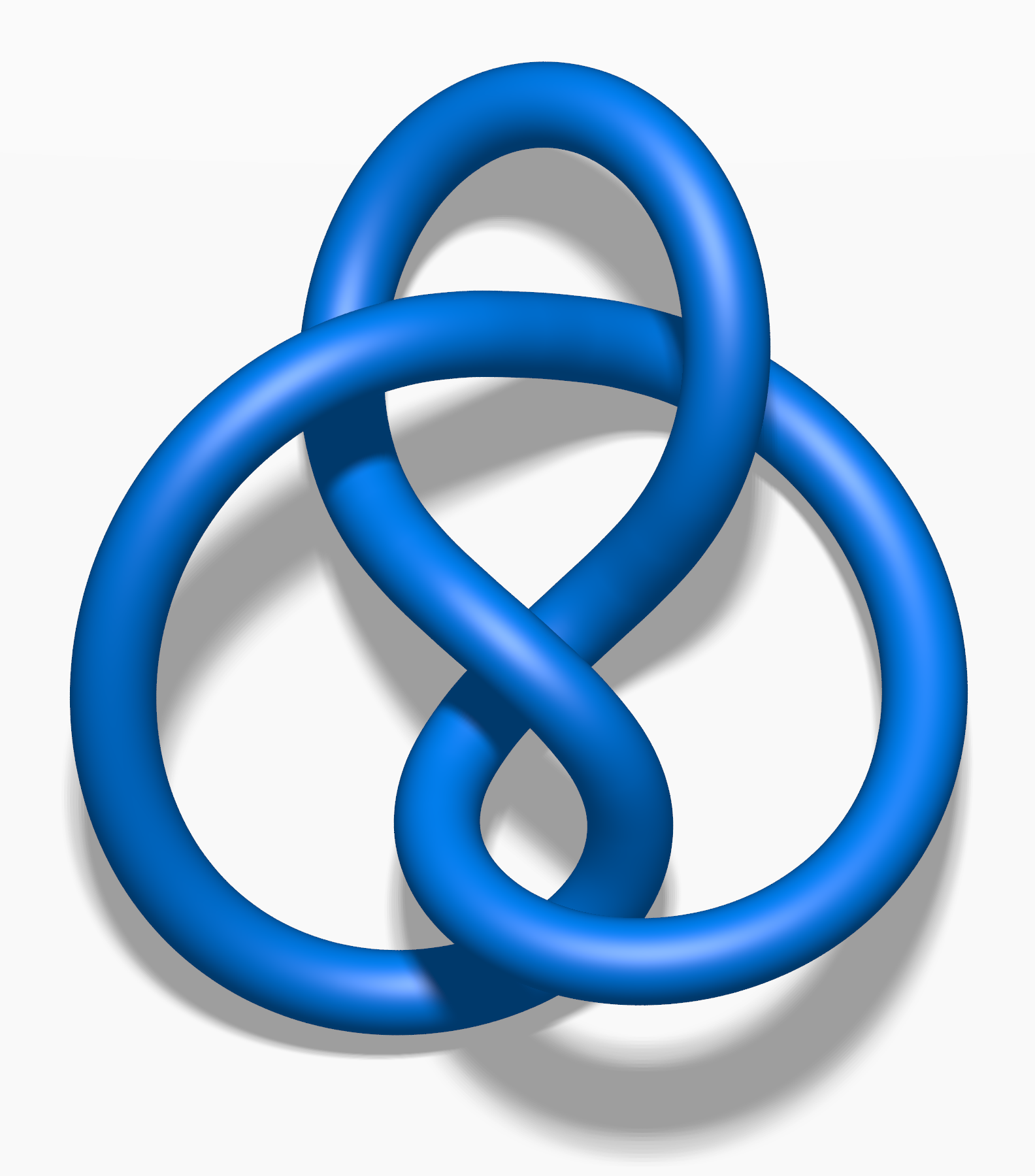
8の字結び目の双曲体積は 2.0298832 である。

数学の一分野の結び目理論において、双曲結び目(hyperbolic link)の双曲体積(hyperbolic volume)は、完備双曲計量に関する結び目補空間の体積である。体積は必然的に有限な実数である。非双曲結び目の双曲体積は、0 と定義されることがある。モストウの剛性定理により、体積は、結び目（絡み目）の位相不変量(topological invariant)である。結び目不変量として双曲体積は、ウィリアム・サーストン(William Thurston)により、幾何化予想との関係で、最初に研究された。
同じ双曲体積を持つ双曲結び目は有限個しかない。双曲結び目のミューテーション(mutation)は同一の体積を持つ 従って、同じ体積を持つ例をうまく作ることが可能である。実際、同じ体積の異なった結び目の集合として、任意に大きな有限集合が存在する。実際、双曲体積は、結び目を識別するために非常に有効であることが証明されていて、結び目一覧作成(knot tabulation)を拡張しようとの努力の中で使われる。ジェフェリー・ウィークス(Jeffrey Weeks)の計算機プログラム SnapPea は、結び目（絡み目）の双曲体積の計算に使う、どこでも使えるツールである。
さらに一般的には、双曲体積は任意の双曲3次元多様体に対しても定義することができる。ウィークス多様体は、任意の閉多様体（結び目補空間とは異り、カスプを持たない多様体）の中で、可能な限り最小の体積を持っていて、その体積はおおよそ 0.9427 である。

## リスト
- 8の字結び目 = 2.0298832
- Three-twist knot = 2.82812
- Stevedore knot (mathematics) = 3.16396
- 6₂ knot = 4.40083
- Endless knot = 5.13794
- Perko pair = 5.63877
- 6₃ knot = 5.69302